# Atletismo nos Jogos Paralímpicos de Verão de 2012 - 800 m masculino
As competições dos 800 metros masculino do atletismo nos Jogos Paralímpicos de Verão de 2012 foram disputadas entre os dias 1 e 8 de setembro no Estádio Olímpico de Londres, na capital britânica. Participaram desse evento atletas que foram divididos em 8 classes diferentes de deficiência.

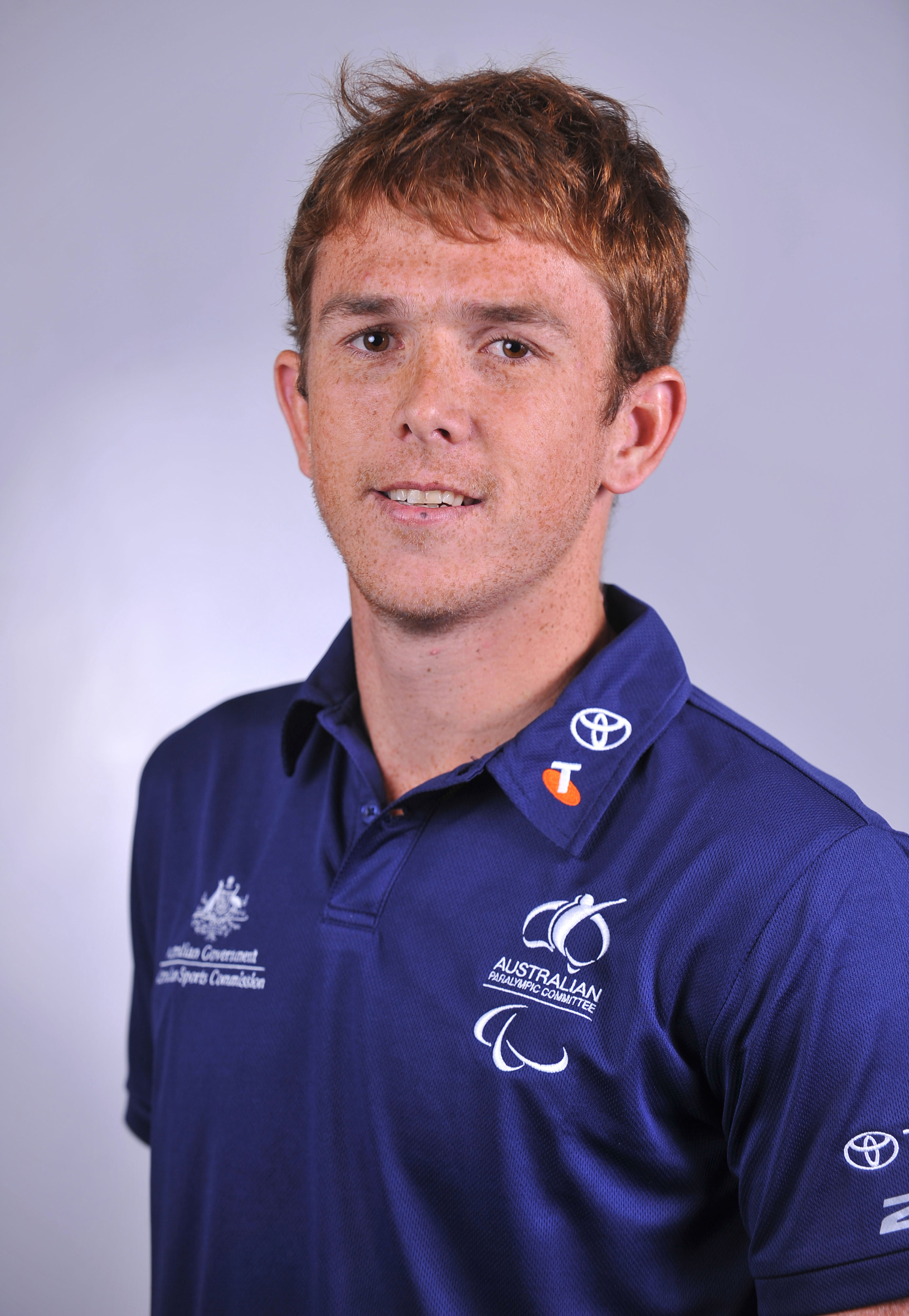
Brad Scott, representando a Austrália, conquistou a medalha de prata nos 800 m classe T37.

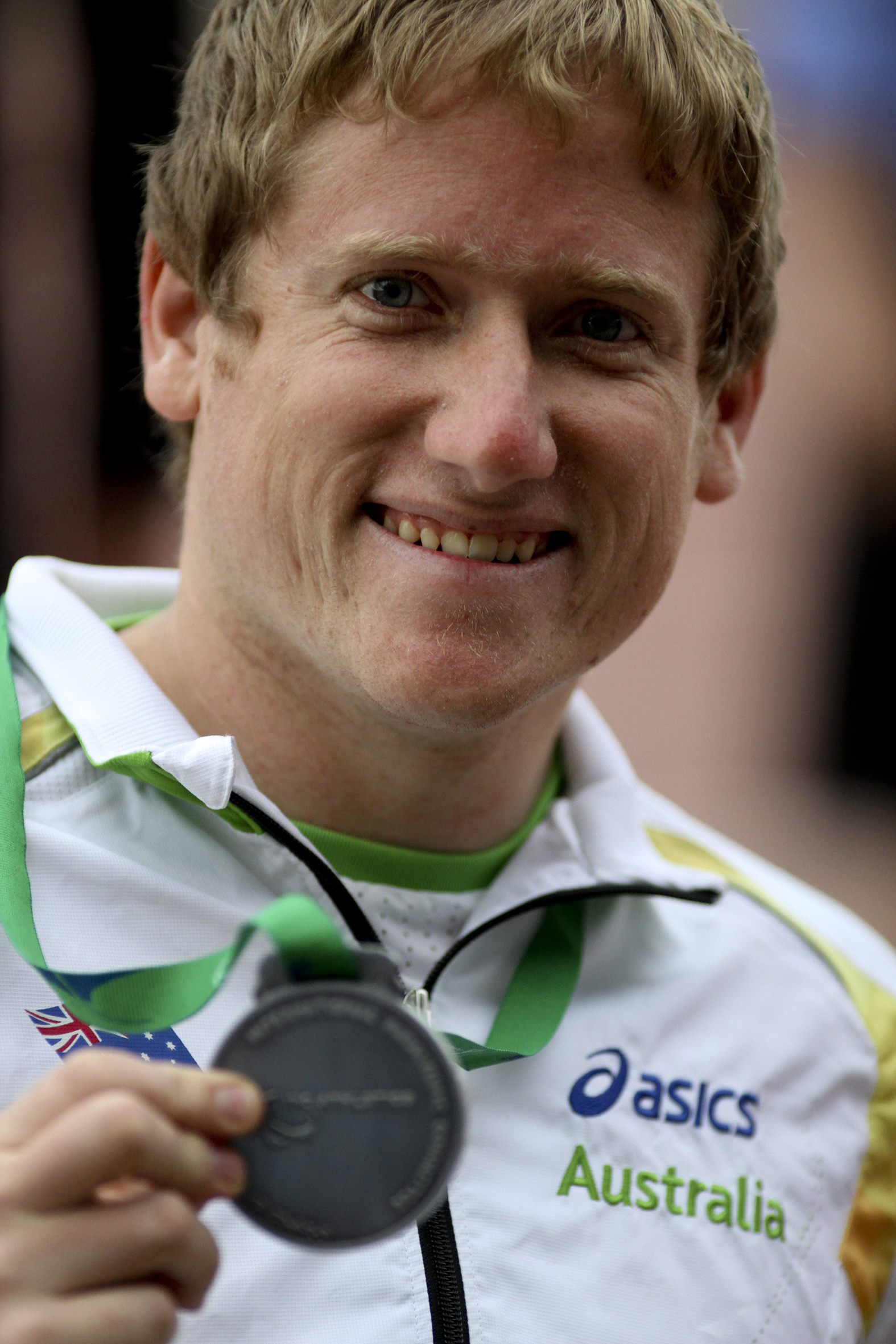
O australiano Richard Colman conquistou a medalha de prata nos 400 m classe T53.

## Medalhistas

### Classe T12
| Ouro   | TUN Abderrahim Zhiou |
| Prata  | RUS Egor Sharov      |
| Bronze | GBR David Devine     |

### Classe T13
| Ouro   | ALG Abdellatif Baka |
| Prata  | KEN David Korir     |
| Bronze | MAR Abdelillah Mame |

### Classe T36
| Ouro   | RUS Evgenii Shvetcov |
| Prata  | RUS Artem Arefyev    |
| Bronze | GBR Paul Blake       |

### Classe T37
| Ouro   | IRL Michael McKillop |
| Prata  | TUN Mohamed Charmi   |
| Bronze | AUS Brad Scott       |

### Classe T46
| Ouro   | AUT Günther Matzinger |
| Prata  | ALG Samir Nouioua     |
| Bronze | KEN Abraham Tarbei    |

### Classe T52
| Ouro   | USA Raymond Martin                 |
| Prata  | JPN Tomoya Ito                     |
| Bronze | MEX Leonardo de Jesus Pérez Juarez |

### Classe T53
| Ouro   | AUS Richard Colman |
| Prata  | CAN Brent Lakatos  |
| Bronze | USA Joshua George  |

### Classe T54
| Ouro   | GBR David Weir     |
| Prata  | SUI Marcel Hug     |
| Bronze | THA Saichon Konjen |

## Calendário
| E | Eliminatórias | ½ | Semifinais | F | Final |

| Evento/Data | Sex 31 | Sex 31 | Sáb 1 | Sáb 1 | Dom 2 | Dom 2 | Seg 3 | Seg 3 | Ter 4 | Ter 4 | Qua 5 | Qua 5 | Qui 6 | Qui 6 | Sex 7 | Sex 7 | Sáb 8 | Sáb 8 |
| ----------- | ------ | ------ | ----- | ----- | ----- | ----- | ----- | ----- | ----- | ----- | ----- | ----- | ----- | ----- | ----- | ----- | ----- | ----- |
| 800 m T12   |        |        |       |       |       |       | E     | E     |       |       | F     | F     |       |       |       |       |       |       |
| 800 m T13   |        |        |       |       |       |       |       |       |       |       |       |       |       |       | E     | E     | F     | F     |
| 800 m T36   |        |        |       |       |       |       |       |       |       |       |       |       | F     | F     |       |       |       |       |
| 800 m T37   |        |        | F     | F     |       |       |       |       |       |       |       |       |       |       |       |       |       |       |
| 800 m T46   |        |        |       |       |       |       |       |       |       |       |       |       | E     | E     |       |       | F     | F     |
| 800 m T52   |        |        |       |       |       |       |       |       |       |       |       |       |       |       | F     | F     |       |       |
| 800 m T53   |        |        |       |       |       |       |       |       | E     | E     | F     | F     |       |       |       |       |       |       |
| 800 m T54   |        |        |       |       |       |       |       |       |       |       | E     | E     | F     | F     |       |       |       |       |

## T12

### Eliminatórias

#### Eliminatória 1
| Pos. | Atleta                                                  | País             | Tempo   | Notas           |
| ---- | ------------------------------------------------------- | ---------------- | ------- | --------------- |
| 1    | David Devine                                            | GBR Grã-Bretanha | 1:55.97 | Q               |
| 2    | Mehmet Nesim Oner                                       | TUR Turquia      | 1:57.40 | Recorde pessoal |
| 3    | Ignacio Avila                                           | ESP Espanha      | 1:58.00 |                 |
| 4    | Carlos José Bartô da Silva Guia: Cássio Henrique Damião | BRA Brasil       | 2:06.69 |                 |

#### Eliminatória 2
| Pos. | Atleta                             | País         | Tempo   | Notas                |
| ---- | ---------------------------------- | ------------ | ------- | -------------------- |
| 1    | Egor Sharov                        | RUS Rússia   | 1:59.18 | Q                    |
| 2    | Hatem Nasrallah                    | TUN Tunísia  | 2:03.83 |                      |
| 3    | Lassam Katongo                     | ZAM Zâmbia   | 2:04.22 | Recorde da temporada |
| 4    | El Amin Chentouf                   | MAR Marrocos | 2:13.81 |                      |
| 5    | Luis Hernández Guia: Maxim Espinal | HON Honduras | 2:33.20 |                      |

#### Eliminatória 3
| Pos. | Atleta                                         | País        | Tempo   | Notas |
| ---- | ---------------------------------------------- | ----------- | ------- | ----- |
| 1    | Abderrahim Zhiou                               | TUN Tunísia | 1:55.99 | Q     |
| 2    | Lazaro Rashid                                  | CUB Cuba    | 1:56.64 | q     |
| 3    | Semih Deniz                                    | TUR Turquia | 1:57.03 |       |
| 04 ! | Thierb Siqueira Guia: Heitor de Oliveira Sales | BRA Brasil  | DNS     |       |

### Final
| Pos.              | Atleta           | País             | Tempo   | Notas |
| ----------------- | ---------------- | ---------------- | ------- | ----- |
| Medalha de ouro   | Abderrahim Zhiou | TUN Tunísia      | 1:56.42 |       |
| Medalha de prata  | Egor Sharov      | RUS Rússia       | 1:56.65 |       |
| Medalha de bronze | David Devine     | GBR Grã-Bretanha | 1:58.72 |       |
| 4                 | Lazaro Rashid    | CUB Cuba         | 1:58.76 |       |

## T13

### Eliminatórias

#### Eliminatória 1
| Pos. | Atleta                      | Tempo   | Notas                |
| ---- | --------------------------- | ------- | -------------------- |
| 1    | MAR Abdelillah Mame         | 1:58.00 | Q                    |
| 2    | ALG Zine Eddine Sekhri      | 1:58.14 | Q                    |
| 3    | NZL Tim Prendergast         | 1:58.21 | Q                    |
| 4    | RUS Dmitrii Kornilov        | 1:59.08 | Recorde da temporada |
| 5    | CUB Miguel Bartelemy Sablon | 2:02.11 | Recorde da temporada |
| 6    | PAN Said Gomez              | 2:10.57 | Recorde da temporada |
| 07 ! | AUS Sam Harding             | DNS     |                      |

#### Eliminatória 2
| Pos. | Atleta                             | Tempo   | Notas                |
| ---- | ---------------------------------- | ------- | -------------------- |
| 1    | KEN David Korir                    | 1:54.56 | Q                    |
| 2    | ALG Abdellatif Baka                | 1:54.79 | Q                    |
| 3    | POL Lukasz Wietecki                | 1:55.32 | Q                    |
| 4    | MEX Juan Carlos Arcos Lira         | 1:55.82 | q                    |
| 5    | RUS Alexey Akhtyamov               | 1:55.86 | q                    |
| 6    | MAR Tarik Zalzouli                 | 1:56.39 | Recorde pessoal      |
| 7    | MAR Abdelali El Kadioui El Idrissi | 1:58.16 | Recorde da temporada |

### Final
| Pos.              | Atleta                     | Tempo   | Notas               |
| ----------------- | -------------------------- | ------- | ------------------- |
| Medalha de ouro   | ALG Abdellatif Baka        | 1:53.01 | Recorde paralímpico |
| Medalha de prata  | KEN David Korir            | 1:53.16 | Recorde pessoal     |
| Medalha de bronze | MAR Abdelillah Mame        | 1:53.40 | Recorde pessoal     |
| 4                 | POL Lukasz Wietecki        | 1:55.44 |                     |
| 5                 | NZL Tim Prendergast        | 1:55.85 | Recorde pessoal     |
| 6                 | RUS Alexey Akhtyamov       | 1:57.33 |                     |
| 7                 | MEX Juan Carlos Arcos Lira | 1:58.11 |                     |
| 8 !               | ALG Zine Eddine Sekhri     | DQ      |                     |

## T36
| Pos.              | Atleta                             | Tempo   | Notas               |
| ----------------- | ---------------------------------- | ------- | ------------------- |
| Medalha de ouro   | RUS Evgenii Shvetcov               | 2:05.32 | Recorde paralímpico |
| Medalha de prata  | RUS Artem Arefyev                  | 2:06.13 | Recorde pessoal     |
| Medalha de bronze | GBR Paul Blake                     | 2:08.24 |                     |
| 4                 | RUS Pavel Kharagezov               | 2:12.47 | Recorde pessoal     |
| 5                 | ESP Jose Manuel González           | 2:15.99 |                     |
| 6                 | ESP Jose Pampano                   | 2:21.48 |                     |
| 7                 | NCA Gabriel de Jesus Cuadra Holman | 2:23.93 | Recorde da América  |
| 8                 | COL Fabio Gutiérrez Torres         | 2:30.20 |                     |

## T37
| Pos.              | Atleta               | Tempo   | Notas              |
| ----------------- | -------------------- | ------- | ------------------ |
| Medalha de ouro   | IRL Michael McKillop | 1:57.22 | Recorde mundial    |
| Medalha de prata  | TUN Mohamed Charmi   | 2:01.45 | Recorde africano   |
| Medalha de bronze | AUS Brad Scott       | 2:02.04 | Recorde da Oceania |
| 4                 | ALG Madjid Djemai    | 2:04.93 |                    |
| 5                 | UKR Oleksandr Driha  | 2:06.17 | Recorde pessoal    |
| 6                 | RSA Charl du Toit    | 2:06.67 |                    |
| 7                 | TUN Faycel Othmani   | 2:09.35 | Recorde pessoal    |
| 8                 | ALG Khaled Hanani    | 2:14.31 |                    |
| 9                 | FRA Djamel Mastouri  | 2:23.66 |                    |

## T46

### Eliminatórias

#### Eliminatória 1
| Pos. | Atleta                    | Tempo   | Notes                |
| ---- | ------------------------- | ------- | -------------------- |
| 1    | AUT Günther Matzinger     | 1:55.33 | Q                    |
| 2    | ALG Samir Nouioua         | 1:55.38 | Q                    |
| 3    | KEN Abraham Tarbei        | 1:55.39 | Q                    |
| 4    | KEN Jonah Kipkemoi Chesum | 1:55.51 | q                    |
| 5    | MAR Abdelhadi El Harti    | 1:56.62 | q                    |
| 6    | ETH Tesfalem Gebru Kebede | 1:57.22 | Recorde da temporada |
| 7    | AUS Matthew Silcocks      | 1:58.51 |                      |
| 8    | TUR Cahit Kilicaslan      | 1:59.14 | Recorde pessoal      |
| 9    | USA Chris Hammer          | 2:04.68 |                      |

#### Eliminatória 2
| Pos. | Atleta                 | Tempo   | Notes                |
| ---- | ---------------------- | ------- | -------------------- |
| 1    | TUN Mohamed Fouzai     | 1:58.08 | Q                    |
| 2    | RWA Hermas Muvunyi     | 1:58.18 | Q                    |
| 3    | KEN Stanley Cheruiyot  | 1:59.23 | Q                    |
| 4    | ETH Kiross Tekle Redae | 1:59.95 | Recorde da temporada |
| 5    | RUS Alexey Kotlov      | 2:00.21 |                      |
| 6    | BDI Remy Nikobimeze    | 2:00.25 | Recorde pessoal      |
| 7    | POL Marcin Awizen      | 2:01.32 | Recorde da temporada |
| 8    | ITA Davide Dalla Palma | 2:02.24 |                      |
| 9    | VEN Samuel Colmenares  | 2:05.40 | Recorde da temporada |
| 10 ! | AUS Michael Roeger     | DNF     |                      |

### Final
| Pos.              | Atleta                    | Tempo   | Notes                |
| ----------------- | ------------------------- | ------- | -------------------- |
| Medalha de ouro   | AUT Günther Matzinger     | 1:51.82 | Recorde mundial      |
| Medalha de prata  | ALG Samir Nouioua         | 1:52.33 | Recorde africano     |
| Medalha de bronze | KEN Abraham Tarbei        | 1:53.03 | Recorde da temporada |
| 4                 | TUN Mohamed Fouzai        | 1:54.94 | Recorde pessoal      |
| 5                 | MAR Abdelhadi El Harti    | 1:56.19 | Recorde pessoal      |
| 6                 | KEN Jonah Kipkemoi Chesum | 1:56.57 |                      |
| 7                 | KEN Stanley Cheruiyot     | 2:03.78 |                      |
| 8 !               | RWA Hermas Muvunyi        | DQ      |                      |

## T52
| Pos.              | Atleta                             | Tempo   | Notes                |
| ----------------- | ---------------------------------- | ------- | -------------------- |
| Medalha de ouro   | USA Raymond Martin                 | 2:00.34 |                      |
| Medalha de prata  | JPN Tomoya Ito                     | 2:00.62 | Recorde da temporada |
| Medalha de bronze | MEX Leonardo de Jesus Pérez Juarez | 2:01.18 | Recorde pessoal      |
| 4                 | JPN Toshihiro Takada               | 2:02.64 | Recorde da temporada |
| 5                 | AUT Thomas Geierspichler           | 2:05.35 | Recorde da temporada |
| 6                 | COL Cristian Torres                | 2:09.45 | Recorde pessoal      |
| 7                 | JPN Hirokazu Ueyonabaru            | 2:11.05 | Recorde da temporada |
| 8                 | USA Josh Roberts                   | 2:18.57 |                      |

## T53

### Eliminatórias

#### Eliminatória 1
| Pos. | Atleta             | Tempo   | Notas           |
| ---- | ------------------ | ------- | --------------- |
| 1    | AUS Richard Colman | 1:41.86 | Q               |
| 2    | KOR Yoo Byung-Hoon | 1:42.20 | Q               |
| 3    | CAN Brent Lakatos  | 1:42.22 | Q               |
| 4    | USA Joshua George  | 1:42.32 | q               |
| 5    | JPN Jun Hiromichi  | 1:42.42 | q               |
| 6    | CHN Zhao Yufei     | 1:42.75 | Recorde pessoal |
| 7    | USA Zach Abbott    | 1:45.95 | Recorde pessoal |

#### Eliminatória 2
| Pos. | Atleta                     | Tempo   | Notas |
| ---- | -------------------------- | ------- | ----- |
| 1    | CHN Li Huzhao              | 1:46.08 | Q     |
| 2    | USA Brian Siemann          | 1:46.38 | Q     |
| 3    | FRA Pierre Fairbank        | 1:46.47 | Q     |
| 4    | VEN Jesus Aguilar          | 1:46.84 |       |
| 5    | ESP Roger Puigbo Verdaguer | 1:47.90 |       |
| 6    | JPN Hitoshi Matsunaga      | 1:48.38 |       |
| 7    | MEX Jaime Ramirez Valencia | 1:50.37 |       |

### Final
| Pos.              | Atleta              | Tempo   | Notas           |
| ----------------- | ------------------- | ------- | --------------- |
| Medalha de ouro   | AUS Richard Colman  | 1:41.13 |                 |
| Medalha de prata  | CAN Brent Lakatos   | 1:41.24 | Recorde pessoal |
| Medalha de bronze | USA Joshua George   | 1:41.50 |                 |
| 4                 | CHN Li Huzhao       | 1:41.83 |                 |
| 5                 | KOR Yoo Byung-Hoon  | 1:42.44 |                 |
| 6                 | JPN Jun Hiromichi   | 1:42.99 |                 |
| 7                 | FRA Pierre Fairbank | 1:43.02 |                 |
| 8                 | USA Brian Siemann   | 1:43.09 |                 |

## T54

### Eliminatórias

#### Eliminatória 1
| Pos. | Atleta                 | Tempo   | Notas |
| ---- | ---------------------- | ------- | ----- |
| 1    | USA Tatyana McFadden   | 1:47.66 | Q     |
| 2    | CHN Liu Wenjun         | 1:48.49 | Q     |
| 3    | CAN Diane Roy          | 1:55.95 | q     |
| 4    | AUS Christie Dawes     | 1:56.14 | q     |
| 5    | GBR Jade Jones         | 1:56.16 |       |
| 6    | SUI Alexandra Helbling | 1:56.49 |       |
| 07 ! | GAM Isatou Nyang       | DQ      |       |

#### Eliminatória 2
| Pos. | Atleta                 | Tempo   | Notas           |
| ---- | ---------------------- | ------- | --------------- |
| 1    | CHN Zou Lihong         | 1:56.36 | Q               |
| 2    | SUI Manuela Schaer     | 1:56.60 | Q               |
| 3    | SWE Gunilla Wallengren | 1:57.14 |                 |
| 4    | CAN Keira-Lyn Frie     | 1:57.23 |                 |
| 5    | USA Christina Schwab   | 1:57.51 |                 |
| 6    | FIN Amanda Kotaja      | 2:00.73 | Recorde pessoal |
| 07 ! | MRI Patricia Mustapha  | DQ      |                 |

#### Eliminatória 3
| Pos. | Atleta               | Tempo   | Notas |
| ---- | -------------------- | ------- | ----- |
| 1    | SUI Edith Wolf       | 1:53.13 | Q     |
| 2    | CHN Dong Hongjiao    | 1:55.92 | Q     |
| 3    | GBR Shelly Woods     | 1:56.39 |       |
| 4    | DEN Marianne Maiboll | 2:06.88 |       |
| 5    | MEX Yazmith Bataz    | 2:06.97 |       |
| 6    | USA Amberlynn Weber  | 2:07.99 |       |

### Final
| Pos.              | Atleta               | Tempo   | Notas                |
| ----------------- | -------------------- | ------- | -------------------- |
| Medalha de ouro   | USA Tatyana McFadden | 1:47.01 |                      |
| Medalha de prata  | SUI Edith Wolf       | 1:49.87 | Recorde da temporada |
| Medalha de bronze | CHN Zou Lihong       | 1:50.31 | Recorde pessoal      |
| 4                 | CHN Dong Hongjiao    | 1:50.62 | Recorde pessoal      |
| 5                 | SUI Manuela Schaer   | 1:50.90 |                      |
| 6                 | CHN Liu Wenjun       | 1:51.34 |                      |
| 7                 | CAN Diane Roy        | 1:54.90 |                      |
| 8                 | AUS Christie Dawes   | 1:58.77 |                      |

Legenda
| Recorde mundial      | Recorde mundial (World record)               |                       | Recorde africano                      | Recorde africano (African) |                                           | Q | Classificado por posição (Qualified) |
| Recorde paralímpico  | Recorde paralímpico (Paralympic record)      | Recorde da América    | Recorde da América (Americas)         | q                          | Classificado por melhor tempo (Qualified) |   |                                      |
| Melhor marca do ano  | Melhor marca do ano (World leading)          | Recorde asiático      | Recorde asiático (Asian)              | DNS                        | Não largou (Did not start)                |   |                                      |
| Recorde nacional     | Recorde nacional (National record)           | Recorde europeu       | Recorde europeu (European)            | DNF                        | Não terminou (Did not finish)             |   |                                      |
| Recorde pessoal      | Recorde pessoal do atleta (Personal best)    | Recorde da Oceania    | Recorde da Oceania (Oceania)          | DSQ / DQ                   | Desclassificado (Disqualified)            |   |                                      |
| Recorde da temporada | Recorde da temporada do atleta (Season best) | Recorde sul-americano | Recorde sul-americano (South America) | NM                         | Sem marca (No mark)                       |   |                                      |